# اثر دانینگ–کروگر
اثر دانینگ–کروگر (به انگلیسی: Dunning–Kruger effect) نوعی سوگیری شناختی است که در افرادی با دانش، تجربه و یا تخصص محدود نسبت به موضوعی خاص یا چند موضوع شکل گرفته، به طوری که این دسته از افراد از توهم برتری فکری رنج می‌برند و به اشتباه، توانایی‌ یا دانششان را در موضوعات مختلف بسیار بیش از اندازهٔ واقعی ارزیابی می‌کنند. این تعصب رفتاری به ناتوانی فراشناختی افراد غیرمتخصص در شناسایی ناتوانی‌هاشان نسبت داده می‌شود.
اثر دانینگ–کروگر به زبان ساده می‌گوید: «افرادی که در یک مهارت ضعیف هستند، معمولاً ارزیابی خوبی از وضعیت خود ندارند و به عبارت دیگر، متوجه نیستند که در آن مهارت ضعیفند.» بعضی اوقات محققان این اثر را برای افرادی در جهت خلاف آن نیز استفاده می‌کنند، افرادی حرفه‌ای که گرایش بیشتری به دست‌کم گرفتن شایستگی خود دارند و به اشتباه تصور می‌کنند، کاری که برای ایشان آسان است، برای دیگران نیز آسان خواهد بود. دیوید دانینگ و جاستین کروگر از دانشگاه کرنل این‌گونه نتیجه می‌گیرند: «تخمین نادرست فرد بی‌لیاقت، از اشتباه در ارزیابی خود ناشی می‌شود؛ درحالی‌که تخمین نادرست افراد بسیار بالیاقت، از اشتباه در ارزیابی دیگران نشئت می‌گیرد.»

## تعریف
اثر دانینگ—کروگر نخستین بار در سال ۱۹۹۹ در پژوهشی اثر دیوید دانینگ و جاستین کروگر از دانشگاه کرنل بررسی شد.
عنوان این پژوهش «ناماهر و نادان به آن: چگونه دشوار بودن شناخت بی‌کفایتیِ خود منجر به ارزیابی متکبرانه از خویشتن می‌شود؟» بود.
کروگر و دانینگ در چهار آزمون مجزا مهارت شرکت‌کنندگان را در زمینه‌های استدلال منطقی، دستور زبان انگلیسی، و حس شوخ‌طبعی محک زدند و همزمان از ایشان خواستند که نمرهٔ خود را پیش‌بینی کنند. نتیجهٔ آزمون‌ها نشان داد که شرکت‌کنندگانی که کمترین نمره را آورده بودند در ارزیابی خود تا بالای میانگین غلو کرده بودند و مهارت خود را دست بالا گرفته بودند. درعوض شرکت‌کنندگانی که بیشترین نمره را آورده بودند مهارت خود را دست کم گرفته بودند.
این پژوهش همچنین نشان داد که افراد «بی‌کفایت» توانایی شناخت مهارت یا کفایت در افراد ماهر را ندارند.
به باور کروگر و دانینگ، دلیل ناتوانی افراد بی‌کفایت از شناخت بی‌کفایتی خود ضعف در فراشناخت، فراحافظه، فرادرک، و همچنین ضعف در مهارت نظارت بر خود است.

### مآخذ
- Kruger, Justin; Dunning, David (1999). "Unskilled and unaware of it: How difficulties in recognizing one's own incompetence lead to inflated self-assessments". Journal of Personality and Social Psychology. American Psychological Association (APA). 77 (6): 1121–1134. doi:10.1037/0022-3514.77.6.1121. ISSN 1939-1315.
- Mahmood, Khalid (2017-11-13). "Do People Overestimate Their Information Literacy Skills? A Systematic Review of Empirical Evidence on the Dunning-Kruger Effect". PDXScholar. Retrieved 2019-06-10.